# Feng Zhu
Feng Zhu ist ein US-amerikanischer Concept Designer. Er studierte Architektur an der UC Berkeley und Industrial Design am Art Center College of Design in Pasadena.
Feng begann seine Karriere im Jahre 1997 mit dem Designen futuristischer Kulissen für Hollywoodfilme. Anschließend war er bei dem Unternehmen Origin Systems, jetzt Electronic Arts, in Austin (Texas), Texas, im Computerspiele-Bereich tätig, wo er als Concept Designer der Wing-Commander-Serie arbeitete.
Nach einer kurzen Zeit beim GT Interactive Austin Studio kehrte er im Jahre 1999 nach Los Angeles zurück, um bei dem Unternehmen Liquid Entertainment zu arbeiten. Hier war er als einziger Concept Designer verantwortlich für die künstlerische Gestaltung (den Look) des Spieles Battle Realms. Seine Arbeit fand sehr viel Anklang und wurde in zahlreichen Büchern und Magazinen veröffentlicht.
Sein Bekanntheitsgrad ist seitdem stetig gestiegen und hat ihm weitere Aufträge von Unternehmen wie Blur Studios, Landmark Entertainment, Disney, Sierra Entertainment, MTV, Discovery Channel, Bandai und Universal Studios gebracht. 
Ab 2001 unterrichtete er Kurse in Industriedesign am Art Center College of Design und an der Gnomon School. Fengs Kurse haben weltweit viel Anklang gefunden, was ihn zu einem gern gesehene Gastredner auf zahlreichen Konferenzen und Kongressen auf der ganzen Welt machte.
Mitte 2002 wurde er angeworben, um am neuen Art Department der Skywalker Ranch von George Lucas an Star Wars: Episode III – Die Rache der Sith zu arbeiten. Feng arbeitete ein ganzes Jahr lang eng mit George Lucas zusammen und präsentierte ihm wöchentlich neues Artwork für den Film. Gleichzeitig half er auch dem Effekt-Unternehmen ILM beim Visualisieren der Ideen von George Lucas.
Nach dieser, wie er es bezeichnet, „einmaligen Möglichkeit mit so vielen anderen talentierten Menschen zusammenzuarbeiten“, übernahm er die Position des Creative Director bei NCSoft, dem weltgrößten Entwickler von Online-Spielen. Dort entwickelte er das ganze Artwork zum Realisieren neuer Spiele. Gleichzeitig half er beim Aufbau eines neuen NCSoft-Studios in Los Angeles, warb neue Designer an und half beim Entwickeln der Corporate Identity für die E3.
Nachdem er 2004 wieder zum Film zurückkehrte und James Cameron bei seinem neuen Science-Fiction-Film half, etablierte sich Feng als erfolgreicher Freelancer mit seinem Studio Feng Zhu Design. Seine Klienten umfassen Electronic Arts, Epic Games, Warner Bros., 3D Realms, Film Roman, Monster Garage, Sony Games, Wacom und Microsoft.
| Personendaten    | Personendaten                      |
| ---------------- | ---------------------------------- |
| NAME             | Zhu, Feng                          |
| KURZBESCHREIBUNG | US-amerikanischer Concept Designer |
| GEBURTSDATUM     | 20. Jahrhundert                    |